# 南十字星 (西城秀樹の曲)
「南十字星」（みなみじゅうじせい）は、西城秀樹の41枚目のシングル。1982年3月25日にRCAから発売された。

## 解説
「リトルガール」と同じく、作詞は竜真知子、作曲は水谷公生である。
デビュー10周年記念作品としてリリースされ、東宝創立50周年記念の日豪合作による戦争映画『南十字星』の主題歌となった。主題に対するストレートな表現は使わず、男女のラブソングとして「帰らぬ愛」「帰らぬ恋人」を歌うことにより、戦争の悲劇をイメージさせている。
オリコンでは最高位6位（100位内14週）、22.9万枚のセールスとなった。西城はこの作品のヒットで、オリコン集計による全シングルの総売上枚数が1000万枚を突破した。これはピンク・レディー、森進一、山口百恵、沢田研二に続いて、史上5人目の記録である。

## 収録曲
1. 南十字星
作詞：竜真知子／作曲：水谷公生／編曲：佐藤準
2. ハートエイク
作詞：山崎光／作曲・編曲：馬飼野康二

## 「南十字星」のカバー
- 真矢、菊地大輔 - 『西城秀樹ROCKトリビュート KIDS WANNA ROCK!』に収録、1997年

## 収録アルバム
- 『CRYSTAL LOVE/西城秀樹』